# ウォータームーン
『ウォータームーン』は、1989年に東映系列で公開された日本のSF、ドラマ映画。
工藤栄一監督の41作目の作品で、俳優としても活動しているシンガーソングライター、長渕剛の主演映画第2弾である。
山寺で修行をしている異星人である修行僧の、街で様々な人間との交流を描くヒューマンドラマ映画。

## 概要
テレビドラマ『とんぼ』（1988年）の主演を果たし高視聴率を獲得、さらに『とんぼ』をベースとした映画『オルゴール』（1989年）にて製作陣の予想を上回るヒットを飛ばした事によって、注目を高めていた長渕の主演第2弾映画である。
スタッフは、映画『ヨコハマBJブルース』（1981年）や『野獣刑事』（1982年）を担当した工藤栄一が監督を務め、映画『処刑遊戯』（1979年）や『野獣死すべし』（1980年）を担当した丸山昇一が脚本を務めている。

## ストーリー
1956年、長野県のある地点に謎の光が天空より降り立ち、政府は巨大な隕石の落下と発表した。時は流れ、1989年に山寺の修行僧である竜雲の体に異変が起こり始める。竜雲は他の修行僧たちといざこざを起こしてしまい、山を下り東京の街へと出ていく。街に出た竜雲は様々な人間に虐げられるが、人間らしい心を持った人間を探し彷徨う。その頃、国家公安部は竜雲の行方を追っていた。竜雲は「R」というコードネームを付けられ、国家の最重要機密事項として扱われていた。竜雲はかつて墜落したUFOから回収された異星人であり、定期的に血液交換をしないと生きられない体のため、政府の秘密機関から監視されている存在であった。街で襲われた竜雲は旅館の女中をしている盲目の女、鹿野子に助けられやがて惹かれてゆく。その後、竜雲と鹿野子の二人で旅立つが、血液交換のタイムリミットが迫り、竜雲は力尽きてしまい、やがて国家公安部の奥野に捕まってしまう。国家機関に捕えられた竜雲は、鹿野子を探すために求め脱出を図る。

## キャスト
竜雲（りょううん）
演 - 長渕剛
古清水鹿野子（こしみず かのこ）
演 - 松坂慶子
奥野康雄（おくの やすお）
演 - 小林稔侍
津久井忠（つくい ただし）
演 - 清水綋治
広川健三（ひろかわ けんぞう）
演 - 誠直也
栗林政治（くりばやし まさはる）
演 - 菅田俊
知念（ちねん）
演 - 萩原聖人
二宮亮子（にのみや りょうこ）
演 - 金沢碧
石原一郎（いしはら いちろう）
演 - 成田三樹夫
木村宗禅（きむら しゅうぜん）
演 - 垂水悟郎
古清水淑江（こしみず としえ）
演 - 岩崎加根子
- 細山田隆人
- 堀勉
- 小松伸 （現 北川伸）
- 大林丈史
- 今井雅之
- 哀川翔（友情出演）

## スタッフ
- 監督：工藤栄一、長渕剛
- 企画：黒澤満、後藤由多加
- プロデューサー：青木勝彦、森田秀美
- 脚本：丸山昇一
- 原案：長渕剛
- 音楽監督：長渕剛
- 音楽プロデューサー：山里剛、高桑忠男
- 撮影：仙元誠三
- 美術：今村力
- 照明：渡辺三雄
- 録音：細井正次
- 整音：小野寺修
- 編集：川島章正
- 助監督：伊藤裕彰
- 記録：白鳥あかね
- 製作担当：坂本忠久
- スチール：大川奘一郎、久井田誠
- 製作協力：セントラルアーツ
- 製作：東映、ユイ音楽工房、オフィスレン

## 主題歌
「しょっぱい三日月の夜」
- 作詞・作曲：長渕剛
- 編曲：瀬尾一三
- 歌：長渕剛

## 製作
本作は映画『オルゴール』（1989年）が予想外の興行収入を得た事から、東映とユイ音楽工房が長渕の主演映画第2弾、1990年の正月映画として急遽企画したものであった。長渕は映画に対して原案を提示し、それを元に脚本家の丸山昇一が脚本を書き起こした。台本はほぼ完成品と同じストーリー展開であったが、台詞は収録の現場で長渕によって大幅に変更された。
長渕はこの作品にかなり注力しており、1989年の夏に自ら撮影現場のロケハンを行い、主要なロケ場所を決定、また自ら映画に対し出資していた。クランクインは同年の9月の予定であったが大幅に遅れ、9月30日にようやくクランクインとなったが、公開は12月下旬を予定しており、困難を極める状況となっていた。撮影は長渕の妻、志穂美悦子の故郷である瀬戸内海の犬島からスタートし、前日に現場入りしていた松坂慶子はスタッフとともに懇親会に参加していたが、長渕は不参加であった。結局、長渕は撮影当初からスタッフや出演者と同じ宿には宿泊せず、また食事も共にせずスタッフと打ち解けようとしなかった。しかし、長渕は自身の思いを伝えようとスタッフに対して直筆の手紙を何度か渡していたが、難解かつ意味不明な内容の文面がほとんどで、スタッフは皆ほとんど理解できなかった。
僧侶役という事もあり、長渕は撮影初日に坊主頭で現れ、これに感動した撮影監督の仙元誠三はスタッフ全員に坊主頭になる事を指示、照明係を除くほぼ全員が坊主頭で活動する事となった。しかし、撮影の2日目から長渕は独自にリハーサルを行うようになり、また本番においても監督がOKしたにも拘わらず同じシーンの撮り直しを何度も要求、これに対し松坂は何が悪いのかもわからず困惑していたという。さらに長渕は撮影後も松坂に対し打ち合わせや演技指導を独自で行い、「船頭多くして船山に上る」状態を憂慮した松坂がこれを拒絶し始めたため、長渕と松坂の間で確執が生まれ始める。松坂は途中降板を申し出るが、スタッフや関連会社の重役になだめられ、渋々出演を続けていた。スタッフと全く行動を共にせず、独自の撮影プランや台詞の変更案を提示する長渕に対し、撮影監督の仙元も音を上げ、現場スタッフは士気が下がっていった。
クライマックスの豪雨の山頂で荒行をするシーンの撮影は、標高1895メートルある奈良の弥山で行われ、交通機関もなく、水道も引かれていない山頂での撮影は困難を極め、機材とスタッフはヘリコプターで12往復する事で移動し、ポンプを使用して現場傍にある給水タンクまで1日かけて水を汲み上げる作業が必要となった。そのような状況の中で撮影されたシーンは完成版では1分程度しか採用されておらず、また雨に打たれる長渕のアップのシーンは後にスタジオセットで撮影されたものであったという。
ロケ撮影が終了し、東映東京撮影所にてセット撮影が始まった直後の11月6日、俳優の松田優作の死去が伝えられた。本作のスタッフは松田優作監督映画『ア・ホーマンス』（1986年）に関わっていた者が多く、熱烈な松田のファンばかりであったため、撮影を強行しようとする長渕の意見には誰も耳を貸さず、撮影は休止となりほぼすべてのスタッフが葬儀場へと向かう事となった。これをきっかけに長渕とスタッフとの確執は決定的となり、監督の工藤栄一は以後現場に顔を出す事はなく、残りは助監督と撮影監督が長渕の提示する案に従い撮影が続行され、最終的な編集も長渕自らが行った。結局、映画はクランクアップを迎え奇跡的に公開日に間に合う結果となった。

## ビデオ・DVDリリース
- 1991年2月27日、VHS、LD、東芝EMI
- 1996年11月21日、VHS、東映ビデオ
- 2003年2月21日、DVD、東映ビデオ、『長渕剛BOX THE MOVIE』収録
- 2005年9月21日、DVD、東映ビデオ
- 2009年6月1日、DVD、東映ビデオ、廉価版

## 作品の評価
- ヤクザもので成功を収めていた長渕だが、この作品では修行僧を演じている。後に工藤監督と長渕との間で軋轢が生まれ、工藤は途中で監督を降板し、長渕が代わりに監督を務め撮影を続行したが、内容は破綻しており興行的にも失敗した。

- 映画本『底抜け超大作』では、「商業映画と呼ぶにはあまりにもお粗末な代物」、「意味不明な物語の中に、長渕の幼稚で自分勝手なメッセージと一般大衆を蔑んだ超人願望が延々と語られ、見る者をうんざりさせてくれる」、「彼（長渕）は映画がコミュニケーションと対話の芸術であることを知らなすぎた。この映画は、そうしたものを無視してたった一人で映画を作ろうとした愚かな記念碑として語り継がれるべきだろう」と否定的な評価を下している[3]。